# TEAM近藤
TEAM近藤（チームこんどう、1983年5月5日 - ）は、日本のお笑い芸人。吉本興業東京本部所属。

## 人物
体重83 kg。 
趣味は映画・漫画鑑賞、サッカー、ゴルフ、ゲーム。特技は一発ギャグ。
芸名は劇団ひとりに憧れて、コンビやトリオと見せかけて実はピンということで名付けたのが由来。
法政大学お笑いサークル・HOSの出身で、村上（マヂカルラブリー）の2期下。
仲の良い芸人はNSCでの同期である坂井良多（鬼越トマホーク）。
幼稚園の頃からジミー大西に似てると言われ、学生時代はジミーをまねて鼻くそをほじるギャグをやっていた。勝手に恩人だと思っているジミーとテレビでの共演を目標としている。
NSC時代は同期から「最初から仕上がっていた」「すぐ売れるなと思った」と評されるほど圧倒的な評価を得ていた。
実父は東京税理士会の理事を務め、裕福な家庭で育った。40歳を過ぎても父の脛をかじり父の金も使っているが、その父は「好きに生きさせてやろう」と放任しているという。親のクレジットカードで毎月、風俗に30〜40万近くをつぎ込んで実母から怒られることもある。
R藤本・山本正剛（BAN BAN BAN）・アイデンティティらと同じDB芸人でもあり、ドドリアに扮することがある。だがものまねのクオリティはお世辞にも高いとは言えず、すぐにキャラから降りる。「ビジネスDB芸人」呼ばわりされることもあるほど『ドラゴンボール』の知識にも明るくなく、『まろに☆え〜るTV-GT-』内で出題されたDB関連の問題はほとんど不正解だった。
NSCジュニアコースで一発ギャグの講師を担当している。

## 芸風
主にコントで、代表的なネタには『披露宴の余興でハンドベルを使って木村カエラのButterflyを演奏するが、途中で長州力の入場曲になってしまう新婦の友達』など。
サツマカワRPGとのコンビ「TEAMサツマカワ」としてM-1グランプリに出場経験がある。2020年にはホリプロコム所属のピン芸人・金澤TKCファクトリーとコンビ「TEAMTKC」として出場。
DB芸人としてドドリアに扮する際は作中での台詞「皆殺しだ」「みくびるなよ」を発するがそれ以外の台詞は全然覚えておらず、これらを連発する。それ以外にDB関連のネタはほぼ無く、R藤本からは「ドドリアの格好をしてTEAM近藤のギャグをやる」「DB愛が無い」と酷評された。その一方で衣装にはふんだんに金（無論父の金）をかけている。

## 出演

### テレビ
- カイブツ（日本テレビ）
- イツザイ（テレビ東京）2008年9月20日、9月27日
- めちゃ×2イケてるッ!（フジテレビ）2016年7月9日
- じわじわチャップリン（テレビ東京） 2017年1月7日・14日
- ネクストブレイク「Mr.ボディガード」（日本テレビ）2019年3月19日
- 有田ジェネレーション（TBS）2019年5月27日
- 有吉の壁（日本テレビ）2019年10月1日（若手予選会）・2日
- 水曜日のダウンタウン（TBS）2020年10月21日[2]
- まろに☆え〜るTV-Z-（とちぎテレビ）複数回
- まろに☆え〜るTV超（とちぎテレビ）複数回

### 舞台
- スーパーダンガンロンパ2 THE STAGE 〜さよなら絶望学園〜（2015年12月3日-12月13日 / Zeppブルーシアター六本木） - 花村輝々 役（ダブルキャスト）